# Sitio de Knodsenburg
El sitio de Knodsenburg, socorro de Knodzenburg o también conocido como batalla de Betuwe fue una acción militar que tuvo lugar durante la Guerra de los Ochenta Años y la Guerra Anglo-Española en un escenario conocido como Knodsenburg en el distrito de Nimega. Del 15 al 25 de julio de 1591 se produjo un asedio por parte de un ejército español al mando del duque de Parma. El fuerte fue defendido por el comandante de la República Holandesa Gerrit de Jong y su compañía, que posteriormente fue relevado por la intervención de un ejército holandés e inglés dirigido por Mauricio de Orange y Francisco Vere respectivamente el 25 de julio. Como resultado, el ejército español fue derrotado y Parma consiguió retirarse haciendo que su ejército cruzara el río Waal.

## Antecedentes
A partir de 1590, Mauricio de Orange decidió reforzar la posibilidad de asediar Nimega, extendiendo las defensas y construyendo un fuerte, una especie de fortificación en el lado de la ciudad sobre un terreno elevado. Una vez construido, el fuerte se utilizó como base para un ataque a Nimega. El fuerte se denominó Knodsenburg y estaba situado en el Betuwe, una gran isla fluvial. Parma conocía las fortificaciones hechas el terreno elevado y había sido derrotado por John Norreys en 1585 en un intento de capturar esta posición estratégica. A finales de julio de 1590, el fuerte de Knodsenburg estaba terminado. 
Parma decidió una vez más volver a asediarlo y capturarlo haciendo imposible la posibilidad de que las tropas holandesas e inglesas asediaran Nimega. En el interior del fuerte se encontraba una pequeña guarnición compuesta por seiscientos hombres dotados de un gran número de cañones bajo el mando de Gerrit de Jong, antiguo comandante de la guarnición de Lochem. De Jong pretendía defenderlo a toda costa, pero al mismo tiempo contaba con una fuerza de socorro.
De Jong hizo enviar un mensajero a Mauricio el 15 de julio que estaba fuera de Steenwijk para mantenerse informado de los movimientos de Parma. El 21 de julio, De Jong hizo que se abrieran las comunicaciones utilizando señales desde la ciudad holandesa de Arnhem con el uso de disparos o fuegos encendidos desde la torre de la iglesia. En ese momento, Mauricio estaba inmerso en una campaña en la que sus fuerzas retomaron Zutphen y Deventer, y habían capturado Delfzijl. Las tropas españolas al mando de Parma se acercaban a Knodsenburg y Mauricio, informado de este movimiento, llevó a gran parte de su ejército a través del pantano de Rouveen, por donde nunca antes había pasado un ejército. El conde Guillermo Luis, mientras tanto, quedó a la sombra de la guarnición española en Groninga. La fuerza se dirigió a través de Hasselt, Zwolle, y luego a Deventer, luego el 18 de julio Mauricio cruzó un puente de barcos sobre el IJssel en Zutphen y llegó a Arnhem el 20 de julio.

## Sitio

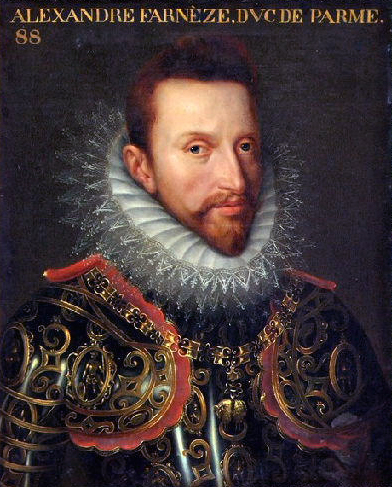
Alejandro Farnesio, duque de Parma por Otto van Veen

El 21 de julio, Parma no tardó en rodear y asediar el reducto de Knodsenburg. Durante ese tiempo, Gerrit de Jong y sus hombres consiguieron mantener a raya a los sitiadores, ya que habían instalado baterías que disparaban a diario contra las posiciones de asedio españolas recién instaladas. Más tarde, ese mismo día, el hijo de Pedro Ernesto de Mansfeld, Octavio Mansfelt, cargó contra la cima del parapeto de la línea de asedio española para levantar la moral de los españoles, pero murió al instante por un disparo.
A primera hora de la mañana siguiente los españoles asaltaron la posición; De Jong y sus hombres esperaron hasta que estuvieron dentro del fuerte y entonces abrieron fuego de repente con cinco o seis cañones. Los soldados de a pie dispararon una andanada y luego avanzaron con la pica, en poco tiempo estaban entre los atacantes y los hicieron retroceder infligiendo más de doscientas bajas, incluyendo algunos oficiales superiores muertos. El ataque fue finalmente rechazado y sólo tres cañones resultaron dañados o inutilizados. Mientras tanto, Mauricio se acercó al Rin y acampó ese mismo día. Al día siguiente, Parma planeaba avanzar, pero debido a las fuertes lluvias decidió atrincherarse en sus posiciones.

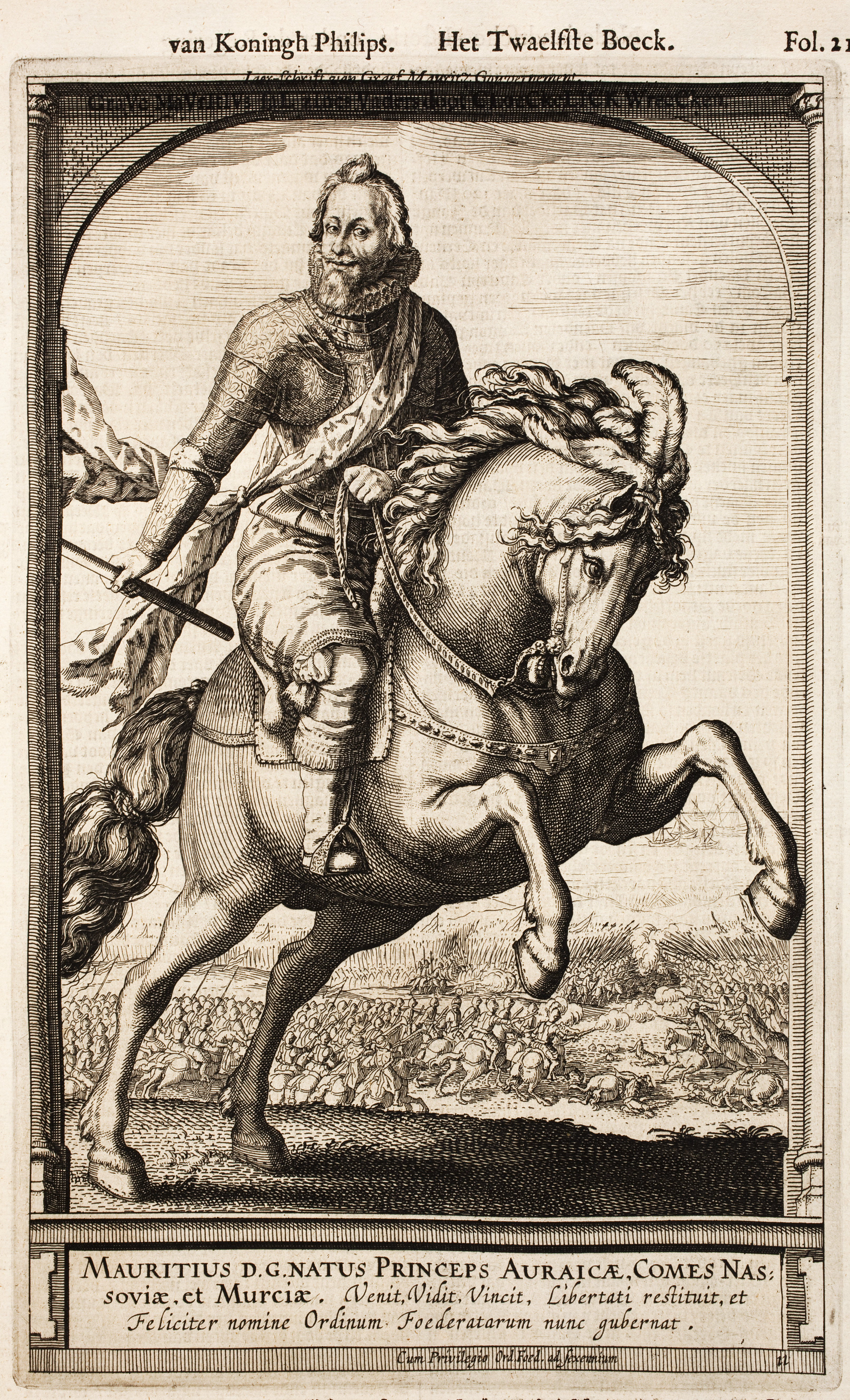
Mauricio de Nassau, Príncipe de Orange de Historien der Nederlanden de Emanuel van Meteren

El 23 de julio, Mauricio salió y fue mientras se acercaba al Rin cuando los exploradores informaron a Parma del acercamiento del ejército holandés e inglés. El ejército combinado holandés e inglés de Mauricio en Arnhem consistía en un regimiento inglés grande (y recientemente reforzado), comandado por Francis Vere; diecisiete compañías que sumaban más de 3.000 hombres. Además, había diez compañías escocesas de William Balfour que sumaban 1.300 hombres, ocho compañías de Solms de 1.000 hombres, seis compañías de Felipe de Nassau de 900 hombres (incluidos los guardias de a pie de Mauricio), las compañías de Famars, 700 hombres, y Van Brederodes siete compañías de 600 hombres. Con más refuerzos, el número total de holandeses, ingleses y escoceses ascendía entonces a casi 8.000 combatientes a pie y 1.200 a caballo.
Las tropas españolas habían saqueado pequeños pueblos cercanos en el Betuwe y al otro lado del Rin. Sin embargo, los holandeses e ingleses lo confundieron con una treta de Parma, un posible ataque a Arnhem, por lo que se reforzó la guarnición.
Mauricio se había enterado por una información reciente al otro lado del Rin de que el reducto estaba asediado por 6-7.000 hombres con 1.800 jinetes, muchas de estas tropas eran Tercios veteranos. Mauricio tenía un ejército de igual tamaño que el de Parma, por lo que su ejército cruzó el Rin en barcazas y luego acampó. La distancia entre los dos ejércitos en el Betuwe era de cuatro o cinco millas, a lo largo de las dos rutas que llevaban de Arnhem a Nimega. Una de las rutas discurría a lo largo de un muro de diques elevado sobre las tierras bajas, y era la más utilizada en invierno; la otra era más amplia.
El día 24 Parma esperaba atraer a Mauricio a una trampa y tenía una gran ventaja en el terreno y en las posiciones clave ocupadas; Parma estaba preparado para una batalla campal aunque su asalto a Knodsenburg había sido rechazado. Los españoles mantuvieron a raya a los exploradores holandeses con su caballería y habían machacado severamente a un destacamento de lanceros y carabineros holandeses a primera hora del día.

### La derrota del duque de Parma

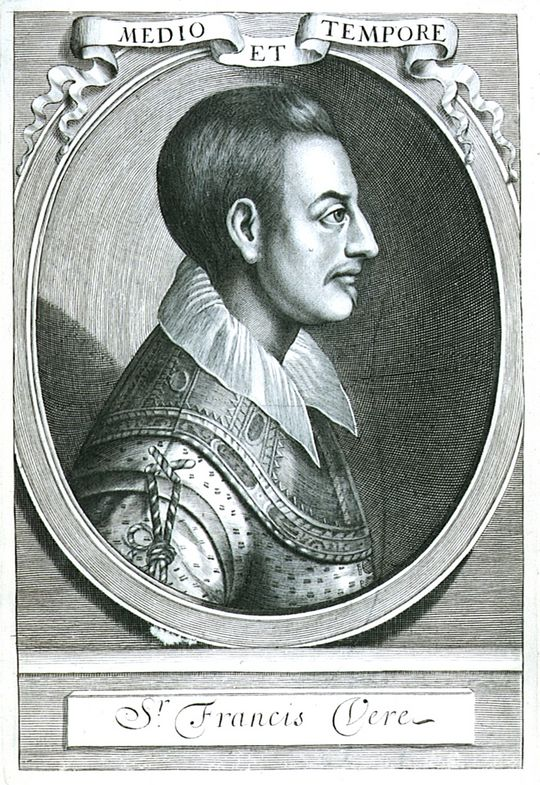
Francis Vere - por William Faithorne

Vere decidió un plan para aprovechar la actividad española y esto requirió el despliegue de un cuerpo de ingleses: 500 caballos y 1.200 mosqueteros y piqueros, una fuerza que Mauricio puso fácilmente bajo sus órdenes. Aproximadamente a dos tercios del camino desde el campamento anglo-holandés había un puente sobre el camino más ancho al que Vere marchó temprano a la mañana siguiente. Envió 200 caballos ligeros para atacar los puestos de avanzada españoles y luego retirarse donde serían sorprendidos por los veteranos españoles. Mientras tanto, colocó a su infantería en una emboscada, un destacamento cerca del puente, el otro a un cuarto de milla más atrás y el resto de su caballería en la retaguardia. Vere esperaba poder atraer a los veteranos de Parma, españoles y tercios italianos, a un combate.
La caballería holandesa e inglesa cabalgaron en grupos de "golpe y fuga" y fueron perseguidos por los españoles, hasta que llegaron al puente, allí giraron y se lanzaron al ataque repentinamente como estaba previsto. Vere consiguió exactamente lo que quería en una emboscada perfecta con sus cinco compañías de caballería ocultas pero preparadas y los soldados ingleses listos para atacar. Los veteranos españoles fueron sorprendidos en campo abierto y de repente fueron rodeados y en la feroz lucha que siguió fueron  muy castigados. Sólo unos pocos españoles lograron escapar y se retiraron en desorden dejando a Parma descorazonado con las grandes bajas que habían sufrido sus tercios; sesenta bajas, otros 500 prisioneros, 500 caballos y también otros dos estandartes capturados. Esto incluía al comandante de la fuerza Pedro Nicelli Francisco, junto con su alférez que llevaba un estandarte de Cristo en la Cruz que fue entregado a Vere como premio. La fuerza destacada de Vere no sufrió más que dos muertos y diez heridos.
Tras haber rechazado al duque de Parma en el reducto y el hecho de que la mejor parte de su ejército había sido descompuesto y en ese momento se encontraba en una desventaja significativa frente a los holandeses e ingleses, decidió que la mejor opción era retirarse. Los españoles habían perdido cientos de soldados y algunos oficiales durante el asedio, tanto por enfermedades como por el combate. El día 25, Parma decidió distraer los planes de Mauricio e incendiar los campamentos españoles y, utilizando esto como cobertura, levantó el asedio y se retiró a través del Waal, justo por encima de Nimega. Esta maniobra fue hábilmente dirigida por Ranuccio Farnesio, el hijo mayor del duque.
Cruzar el Waal fue una hazaña que Parma logró en sólo cinco horas con dos mil soldados que cavaron un reducto en forma de media luna para cubrir la retirada. Parma se marchó de la noche a la mañana con todo el ejército; con todas las baterías, municiones y equipajes consiguieron cruzar el río sin ser molestados, lo que fue una obra maestra en el movimiento logístico. Por lo tanto, una vez que Parma desapareció de la zona, Knodsenburg fue relevado y la fuerza anglo-holandesa salió victoriosa.

## Consecuencias
Parma y el joven Mauricio estaban muy igualados y Parma no esperaba que Mauricio apareciera en su frente tan rápidamente. Por otro lado, Mauricio no esperaba que Parma tuviera en cuenta una posible retirada. Parma se quedó brevemente en Nimega, pero había recibido órdenes del rey Felipe II de España de que se trasladase a Francia para que se ocupara de los protestantes de allí, porque los españoles estaban ayudando a los católicos franceses a intentar sofocar la rebelión de  los protestantes. Abandonó Nimega el 5 de agosto, se retiró a Spa y dejó una fuerte guarnición en Nimega dejando a Francisco Verdugo al mando. Por otro lado, Mauricio sabía que Nimega era su próximo objetivo y se dirigió a Arnhem.
La guarnición de Nimega esperaba un asedio, pero pronto se sorprendieron; el ejército de Mauricio desapareció de la escena. Mauricio dejó parte de su ejército en las ciudades circundantes y luego se fue con trescientos barcos que contenían cuatro mil de sus mejores soldados. Como plan de engaño con la esperanza de debilitar la defensa de Nimega se dirigió a Hulst, en manos de los españoles, donde el 21 de septiembre capturó el lugar. El plan funcionó y poco después volvió a Knodsenburg para sitiar Nimega, que los españoles no tardaron en rendir dejando a Mauricio con otro premio.
La noticia de la victoria angloholandesa sobre el duque de Parma fue recibida con alegría entre los Estados Generales y en Inglaterra. Un londinense escribió una balada titulada Happie Ouerthrowe of the Prince of Parma his powers before the knodtsen burg sconce xxj of July 1591

## Cultural
El dramaturgo inglés George Chapman, que luchó en la campaña a las órdenes de Vere, escribió un poema sobre el asedio y la derrota de Parma en su Hymnus in Cynthiam, parte de La sombra de la noche.